# Fab lab

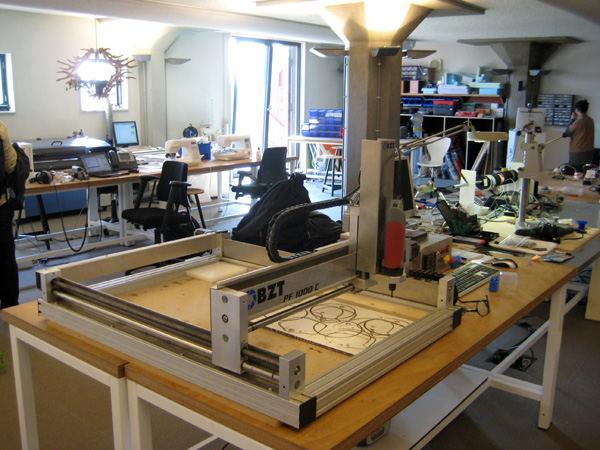
Fab Lab w Amsterdamie

Fab Lab (z ang. Fabrication Laboratory) – rodzaj pracowni lub małego laboratorium, mającego dawać możliwość realizacji własnych projektów i pomysłów osobom chcącym realizować swoje marzenia, hobby, naukę lub pracę, a potrzebują narzędzi i przestrzeni oraz wiedzy technicznej.

## Charakterystyka
Fab lab to miejsce fabrykacji i kreatywnego myślenia. W fab labach znajdują się urządzenia do cyfrowej produkcji i fabrykacji (drukarki 3D, skanery 3D, obrabiarki CNC, wycinarki laserowe, plotery laserowe, hafciarki CNC, maszyny do szycia itp.), dzięki którym możliwe jest stworzenie praktycznie dowolnego przedmiotu czy urządzenia.
W Fab labie ludzie mogą też nauczyć się konstruowania urządzeń elektronicznych np. robotów, drukarek 3D. Jest to miejsce, gdzie mogliby przy pomocy innych osób realizować swoje pomysły. Jest to miejsce przeznaczone dla hobbystów, majsterkowiczów, modelarzy, architektów, artystów, inżynierów. W ramach dostępnych warsztatów swoje własne przedmioty mogą wykonać także wszyscy zainteresowani. W Fab labie powstają prototypy urządzeń i nowych wynalazków.

## Historia
Pierwszy Fab lab powstał w 2001 roku na amerykańskiej uczelni MIT, a twórcą jego idei był profesor Neil Gershenfeld.